# أكيكو سوزوكي
أكيكو سوزوكي (باليابانية: 鈴木明子؛ بالكانا: すずき あきこ) هي متزلجة فنية يابانية، ولدت في 28 مارس 1985 في تويوهاشي في اليابان.

## وصلات خارجية
- أكيكو سوزوكي على موقع الاتحاد الدولي للتزلج (الإنجليزية)
- أكيكو سوزوكي على موقع أوليمبيديا (الإنجليزية)